# Gestione del ciclo di vita del prodotto
La gestione del ciclo di vita del prodotto (in inglese product lifecycle management, in sigla PLM) è un approccio strategico alla gestione dei dati e informazioni, dei processi, dei documenti e disegni e delle risorse a supporto del ciclo di vita di prodotti e servizi, dalla loro ideazione, allo sviluppo, al lancio sul mercato, al supporto e ritiro/riciclo. Il PLM non è solo una tecnologia informatica, ma piuttosto un approccio integrato, basato su un insieme di tecnologie, su metodologie e organizzazione del lavoro collaborativo - tra team interni ed esterni all'organizzazione e sulla definizione di processi.

## Principi
L'obiettivo del PLM è ottimizzare (minor tempo, minori costi, maggiore qualità, minori rischi) lo sviluppo, il lancio, la modifica e il ritiro di prodotti o servizi dal mercato. 
Il PLM si basa sull'accesso condiviso a una fonte comune di dati, informazioni e processi. È un approccio di business che consente all'organizzazione estesa di apportare innovazione di prodotto o servizio durante tutto il ciclo di vita, dalla fase di concezione all'obsolescenza, come se a operare fosse un'unica entità e creando un prezioso capitale intellettuale riutilizzabile in qualsiasi momento. In breve, il PLM è un supporto all'innovazione.
Ad esempio, nel settore automobilistico, l'applicazione delle metodologie e dei sistemi di PLM permettono lo scambio di dati - mentre queste sono ancora in divenire (work in progress) - tra progettisti della scocca dell'auto, progettisti degli stampi con cui verrà prodotta la scocca e progettisti dei componenti (ad. es. fanali) che verranno montati sulla scocca. Scambiarsi informazioni tra membri del team esteso - che include diverse risorse di differenti organizzazioni, oltre a clienti e partner esterni - è la base della collaborazione.
Il PLM è utilizzato, o è in corso di valutazione, nelle industrie manifatturiere, energetiche, della difesa, elettroniche, farmaceutiche e chimiche, alimentari, tessile e abbigliamento/moda e altre.
Il PLM viene frequentemente messo sullo stesso piano di altri approcci di business con cui è complementare (e per alcuni aspetti in sovrapposizione) come l'Enterprise Resource Planning (ERP), il Customer Relationship Management (CRM) e il Supplier Relationship Management (SRM).

## Moduli
Il PLM è composto da una serie di moduli che concorrono e collaborano allo sviluppo del prodotto; questi possono essere categorizzati come segue:
- Product Data Management: gestione della documentazione tecnica (CAD/CAM/CAE) e di progetto (documenti legati al materiale tecnico relativo ai prodotti); comprende spesso una gestione del ciclo di vita dei documenti in parallelo con la definizione dei principali processi di lavoro relativi alla produzione degli stessi (vedi Workflow management).
- Product Structure Management: gestione della configurazione di prodotto (Struttura, BOM).
- Gestione della configurazione: gestione delle varianti e dei lotti di produzione.
- Change management: gestione dei cambiamenti di una o più entità che descrivono il prodotto.
- Workflow management: strumento di gestione del flusso aziendale dei dati.
- Catalog Library: gestioni dei componenti normalizzati e delle parti standard (viti bulloni, resistenze .....).
- Gestione della catena di distribuzione: gestione dello scambio dati con i subfornitori.
- In alcuni casi, per sineddoche, si considerano comprensivi della famiglia delle tecnologie PLM anche agli strumenti di produzione del dato tecnico stesso (CAD/CAM/CAE)

L'implementazione di uno o più moduli in un sistema PLM dipende dal grado di integrazione che si vuole dare al processo produttivo.

## Diffusione
Il PLM è maggiormente diffuso nel settore industriale manifatturiero discreto e si sta sviluppando nel settore delle telecomunicazioni, dell'energia e dei servizi: in generale in tutte quelle attività o settori dove esiste un focus e un ciclo di vita di sviluppo di nuovi prodotti o servizi. La spesa totale stimata annua in prodotti e servizi di PLM, nel 2005, è di oltre 15 miliardi di US$, con una crescita di circa il 10% all'anno.

## Tendenze ed evoluzioni
Emergono alcuni trend del PLM (dal 2010):
- Estensione e utilizzo al di fuori delle industrie manifatturiere: telecomunicazioni, imballaggio e distribuzione, energia, alimentare e bevande, farmaceutica
- Utilizzo di nuove architetture e infrastrutture tecnologiche (es. SOA, .NET, multilayer, middleware)
- Integrazioni native con strumenti di posta elettronica, document & content management e gestione rule-based di eventi, gestione automatizzata di processi
- Inclusione, o estensione, ai social blog o social network; questa evoluzione può potenzialmente trasformare completamente il concetto di PLM come definito tra la fine degli '90 e '00
- Interesse e inserimento nei curricula di formazione da parte di istituti universitari
- Nuovi open software integrabili e/o modificabili